# 68144 Mizser
A 68144 Mizser (ideiglenes jelöléssel 2001 AW38) a Naprendszer kisbolygóövében található aszteroida. Sárneczky Krisztián és Kiss László fedezték fel 2001. január 1-jén.